# El roc de l'estany
El roc de l'estany és una pintura (oli sobre tela) de 102 × 128 cm realitzada a Mallorca per Joaquim Mir i Trinxet cap a 1903, la qual es troba al Museu Nacional d'Art de Catalunya.

## Context històric i artístic
Després d'haver iniciat la seua trajectòria artística cap al 1893 amb paisatges que seguien la línia del naturalisme rural de l'Escola paisatgística d'Olot i d'haver format part del grup conegut com la Colla del Safrà, Mir va passar tres anys a Mallorca, on va arribar a finals del 1899 amb Santiago Rusiñol. Aquesta estada a l'illa, que va constituir una etapa decisiva per a la consolidació d'un llenguatge absolutament personal, es va cloure malauradament amb una crisi que va motivar el seu ingrés a l'Institut Psiquiàtric Pere Mata de Reus.
Fou adquirida a la V Exposició Internacional de Belles Arts i Indústries Artístiques de Barcelona l'any 1907 i el seu número de catàleg al fons del MNAC és el 10891.

## Descripció
Entre les nombroses teles que Mir va pintar a Mallorca, El roc de l'estany és una mostra brillant del seu estil potent, vigorós i al mateix temps poètic, en la qual es percep un temperament intuïtiu i apassionat. Cal tindre en compte que en els suburbis de Barcelona Mir no havia trobat la grandiositat d'uns paratges tan enigmàtics i solitaris com els de Mallorca, on la natura li oferia la possibilitat d'unir un cromatisme exuberant amb la seua pròpia fantasia. El pintor va emprar una gamma de tonalitats ocres, atzurs i maragdes per a pintar les roques agrestes que es reflecteixen en les aigües transparents, tot creant un joc de llums en el qual aquells colors es confonen amb els blaus del mar. Les pintures de Mallorca van proporcionar a l'artista l'admiració de la crítica, que va valorar-ne el talent per convertir la natura en un espectacle grandiós, impregnat de lirisme.